# NMT
NMT (Nordisk MobilTelefoni, Nordiska MobilTelefoni-gruppen, Nordic Mobile Telecommunication System) は、エリクソンを中心に、北欧（デンマーク・ノルウェー・スウェーデン・フィンランド)とサウジアラビア・スペインとが共同で開発した、FDD-FDMA-FMのアナログ携帯電話である。

## 概要
フィンランドのARP (150 MHz) ・スウェーデンの MTD (450 MHz)といった、プッシュ・ツー・トーク方式の自動車電話の加入者増による深刻な混雑を解消するため、1973年に基本的仕様・1977年に基地局の技術的仕様が決定され、無料で公開された。そして、多くの企業が機器の製造に参入し、機器の価格が低下した。この規格の普及により、エリクソンやノキアは世界的な市場を得た。
1981年9月1日にサウジアラビアの1,200人の利用者向けに、その1ヵ月後にスウェーデン・ノルウェー、1982年にデンマーク・フィンランド、1986年にアイスランドで450MHz帯のサービスが開始された。また、周波数帯の不足を補うため、1986年から900MHz帯も使用されている。
2005年現在、デジタル携帯電話に置き換えが開始されているが、北欧・東欧・ロシア・中東のGSMの電波の届かない人口密度の小さい地域で国際ローミングで使用できるため、漁師・旅行者に人気がある。

## 技術
- 周波数帯 : 450, 900MHz
- 通信方式 :FDD-FDMA・基地局間自動ハンドオーバー有りの集中制御形マルチチャネルアクセス無線
- 搬送波間隔 : 25kHz
- 変調方式 : 音声-FM・制御信号-FSK（ハンドオーバー時には音声と同一チャネルを使用するため雑音として聞こえる）
- 移動局の空中線電力 : 450MHz 15W・900MHz 6W （携帯電話は1W）
- セル半径 : 2～30km

初期の規格では音声の暗号化方式が定められていなかった。そのため、受信機の受信周波数から電気通信役務に使用している周波数を削除する法規制が行われた。しかし、削除されていない受信機の入手が容易であり、傍聴を防ぐ有効な対策ではなかった。後に、音声の暗号化方式として可聴周波数2分割反転方式が標準として定められ、対応した端末間で使用できるようになった。
DMS (Data and Messaging Service) , NMT-Text と呼ばれる制御チャンネルを使用したショートメッセージサービスも可能で、ロシアとポーランドで使用されている。また、380b/sの外付けモデムを接続したデータ通信も可能である。